# Valuikî, Starobilsk
Valuikî (în ucraineană Валуйки) este un sat în comuna Malohatka din raionul Starobilsk, regiunea Luhansk, Ucraina.

## Demografie
Componența lingvistică a localității Valuikî
     Ucraineană (100%)
Conform recensământului din 2001, toată populația localității Valuikî era vorbitoare de ucraineană (100%).